# 헤슐레리아

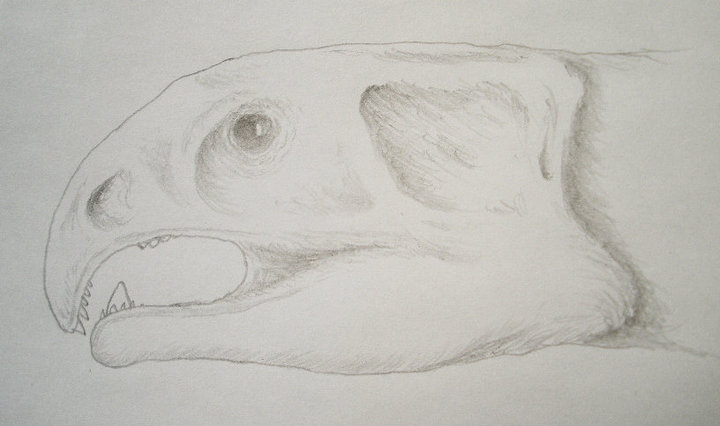

헤슐레리아(학명:Hescheleria ruebeli)는 기룡목 탈라토사우루스과에 속하는 기룡이다. 지금은 멸종된 종으로서 전체적인 몸길이가 1m인 기룡에선 소형인 종에 속한다.

## 특징
헤슐레리아는 스위스 몬테산조르조르의 미들 트라이아스기(247.2~235ma)에서 멸종된 탈라토사우루스과에 속하는 해양 파충류의 속이다. 1936년에 이름 붙여진 H. 루벨리라는 단종(種種)으로 대표된다. 헤슐레리아는 다른 탈라토룡과 마찬가지로 도마뱀처럼 호리호리한 몸체에 긴 노들 모양의 꼬리를 가지고 있다. 길이가 약 1m까지 성장한 것으로 추정된다. 두개골은 비정상적인 모양의 주둥이를 가지고 있으며 전축이 급격히 하강했다. 이것은 턱의 나머지 부분과 거의 직각으로 이빨이 있는 갈고리를 형성하며 큰 이염과 함께 있다. 하악골은 상당히 튼튼하고 끝이 뾰족한 원뿔형 돌출부와 함께 작고 날카로운 이빨로 점점이 찍혀 있는데 그 기능은 알 수 없다. 이 이상한 두개골은 고도로 전문화된 생활방식을 암시한다. 하악골의 돌출부는 연체동물과 같은 단단한 껍질을 가진 먹이를 짓누르는 데 사용되었을 것으로 추측된다. 다른 고생물학자들은 이 가설에 동의하지 않고 그 돌출부가 턱에 있는 다른 잠재적 찌그러진 표면과 충돌하지 않고 대신 장골성 지진과 접촉한다고 주장한다. 먹이로는 당대에 서식했던 물고기, 갑각류, 연체동물, 두족류 등을 잡아먹고 살았을 육식성의 기룡으로 추정된다.

## 생존시기와 서식지와 화석의 발견
헤슐레리아가 생존했었던 시기는 중생대의 트라이아스기 중기로서 지금으로부터 2억 2000만년전~2억년전에 생존했었던 종이다. 생존했었던 시기에는 유럽을 중심으로 하는 북동부 대서양, 지중해, 북극해에서 주로 서식했었던 기룡이다. 화석의 발견은 1936년에 유럽의 트라이아스기에 형성된 지층에서 유럽의 고생물학자들에 의하여 처음으로 화석이 발견되어 새롭게 명명된 종이다.

## 같이 보기
- 파충류
- 중생대
- 트라이아스기
- 기룡
- 화석